# 藤田洋
藤田 洋（ふじた ひろし、1933年10月24日 - 2018年9月28日）は、日本の歌舞伎・演劇評論家。

## 来歴
東京府生まれ。青山学院大学文学部卒。1962年から『演劇界』の編集に携わり、1980年より編集長、演劇出版社社長。
1970年：菊田賞受賞、1986年：独立。1993年：『演劇年表』で芸術選奨文部大臣賞を受賞する。
1993年から1996年まで第二国立劇場（現・新国立劇場）の初代演劇芸術監督を務める。
1999年：紫綬褒章受章。2005年：旭日小綬章受章。2018年：敗血症のため死去した。享年84。墓所は多磨霊園。
日本演劇協会専務理事、文化財保護審議会専門委員、隔月刊誌『新・能楽ジャーナル』編集委員などを務めた。

## 著書
- 『日本舞踊入門』文研出版（文研の芸能観賞シリーズ）1976
- 『一冊まるごと忠臣蔵の本』ロングセラーズ 1986 「「忠臣蔵」四十七士のオモテとウラがわかる本」三笠書房（知的生きかた文庫）
- 『明治座評判記』明治座 1988
- 『猿之助歌舞伎ヨーロッパへ宙乗り』朝日新聞社 1988
- 『日本舞踊』ぎょうせい（伝統芸能シリーズ 1）1990
- 『おもしろ講談ばなし』日本放送出版協会 1992
- 『演劇年表』桜楓社 1992
- 『遍歴 女優山田五十鈴』河出書房新社 1998
- 『芝居の痕跡』私家版　古稀記念 2004
- 『続 明治座評判記』明治座 2006
- 『歌舞伎の事典 演目ガイド181選 カラー版「徹底図解」』新星出版社 2008
- 『歌舞伎・主人公百選』たちばな出版（日本古典芸能シリーズ）2008

### 編著
- 『演劇年表 昭和39年12月-43年12月』 芸能発行所 1969
- 『女形の系図』 新読書社 1970
- 『鴈治郎の歳月』 中村鴈治郎 (2代目) 文化出版局 1972
- 『歌舞伎の名セリフ』 東洋書院 1988
- 『歌舞伎ハンドブック』 三省堂 1994
- 『文楽ハンドブック』 三省堂 1994
- 『日本舞踊ハンドブック』 三省堂 2001